# Прямое публичное предложение
Прямое публичное предложение, прямое публичное размещение, DPO ([ди-пи-о]; от англ. Direct public offering) — первая публичная продажа акций акционерного общества, в том числе в форме продажи депозитарных расписок на акции, неограниченному кругу лиц, осуществляемое прямым способом (без участия андеррайтеров). При этом при DPO компания не выпускает новые акции, в продажу поступают те ценные бумаги, которыми обладают нынешние акционеры.

## Описание
DPO аналогично IPO, является формой продажи акций заинтересованным инвесторам компании. Когда крупная компания готовится провести IPO, она обращается к банкам или брокер-дилерам, которые готовы выступить в качестве гаранта продажи ее акций. Как правило, это крупные  инвестиционные банки, участвующие в IPO банки называют андеррайтерами. Банки-андеррайтеры самостоятельно выкупают акции у выходящей на биржу компании, чтобы потом их перепродать инвесторам и получить комиссию. Это и есть суть первичное размещение, после которого ценные бумаги оказываются в свободном обращении на бирже. Для выхода на биржу и привлечения денег компания выпускает новые ценные бумаги, которые потом будут продаваться. 
В случае с DPO компания не прибегает к услугам андеррайтеров и поэтому не делится с ними деньгами. При DPO компания может привлечь брокера, который поможет в организации размещения бумаг и проконтролирует соблюдение всех законов. При DPO Компания не проводит презентации для инвесторов. Но главное отличие это то, что при прямом размещении компания не выпускает новые акции — в продажу поступают те ценные бумаги, которыми обладают нынешние акционеры. У таких акций нет стартовой цены, с которой они начинают торговаться, их стоимость определяет сам рынок. 
Формой прямого публичного предложения в основном пользуются малые и средние компаниями и некоммерческие организации, которые хотят привлечь капитал непосредственно из своего собственного сообщества, а не из финансовых институтов, таких как банки и венчурные фонды. Прямые публичные предложения часто рассматриваются как вид инвестиционного краудфандинга. Но в отличие краудфандинга, DPO регистрируются в соответствии с законодательством и проходит определенную степень контроля со стороны регулирующих органов. Некоторые прямые публичные предложения в настоящее время проводятся на сайтах краудфандинговой платформы. Многие компании предлагают программное обеспечение и услуги для облегчения электронных DPO на своих веб-сайтах. 

## Плюсы и минусы
К преимуществам прямого публичного размещения акций относятся: более широкий доступ к инвестиционному капиталу, возможность привлечения капитала из собственного сообщества компании (включая небогатых инвесторов), возможность использования акций для приобретений компаний и опционов сотрудников, повышение доверия и обеспечение ликвидности для ранних инвесторов.
К недостаткам прямого публичного размещения акций относятся: компания должна привлекать свой собственный капитал без помощи профессиональных финансистов, этот процесс имеет значительные затраты, которые могут значительно снизить привлеченный капитал, как и любое привлечение средств, это отнимает у руководства время и отвлекает от других задач, также после DPO к компании предъявляются более строгие требования к финансовой и юридической отчетности.

## Требования
Любая компания или некоммерческая организация, может провести прямое публичное размещение акций. Нет никаких требований к прибыли, объему активов или других требований к квалификации.
Компании, заинтересованные в прямом публичном размещении акций, должны иметь:
1. полный набор внутренних финансовых отчетов (которые обычно могут быть неаудированными, хотя некоторые государства требуют имеено аудированные финансовые отчеты)
2. заявление о раскрытии информации (часто называемое меморандумом о размещении или проспектом ценных бумаг), содержащее всю информацию, необходимую потенциальным инвесторам для принятия инвестиционного решения
3. если применимо, одобрение регулирующих органов.

При условии соблюдения законодательства о ценных бумагах, компания может продавать свои акции населению различными способами.

## Примеры
3 апреля 2018 года, интернет-сервис потокового аудио Spotify вышел на Нью-Йоркскую фондовую биржу проведя процедуру DPO. В компании объясняли это желанием демократизировать процесс выхода на биржу, а также отмечали, что им не нужно привлекать финансирование, как компаниям, проводящим IPO. Одну ценную бумагу компании оценили в 132 доллара, а весь сервис — в 23,5 миллиарда долларов. 
20 июня 2019 года, мессенджер Slack вышел на биржу проведя процедуру DPO. В первый день открытия торгов на Нью-Йоркской фондовой бирже стоимость акций компании составила 38,62 долларов, а капитализация — $23,2 миллиарда долларов.
29 сентября 2020 года, компания Palantir разместила свои акции на Нью-Йоркской фондовой бирже, проведя процедуру DPO. По итогам размещения на бирже компанию оценили в $21 млрд, хотя все 17 лет своего существования она оставалась убыточной. Компания разметсила свои акции по цене $7,5 за штуку, позже они выросли до $11,4 , а к закрытию цена составила $9,5 за одну ценную бумагу.
30 сентября 2020 года, компания Asana вышла на Нью-Йоркскую фондовую биржу. Разработчик софта для управления проектами отказался от IPO и провел прямой листинг. По итогам размещения на бирже, убыточную компанию оценили в $5,2 млрд. Торги открылись по цене акции в размере $27 за штуку, а к закрытию цена составила $29,48 за акцию.